# Ёркин, Олег Александрович
Олег Александрович Ёркин (5 июля 1929 года — 19 января 1997 года) — советский деятель органов охраны общественного порядка, начальник МУРа, генерал-майор милиции.

## Биография
Родился в семье сотрудника органов государственной безопасности А. И. Ёркина, впоследствии руководителя Баженовского ИТЛ. Постоянно переезжая, учился в средних школах Ленинградской области, Каменец-Подольска, Смоленска, Кандалакши, Соликамска, Тбилиси, аттестат зрелости получил в 1948 в Горьком. В том же году поступил в Уральский политехнический институт, на втором году обучения перевёлся в Свердловский юридический институт, обучение юриспруденции заканчивал в 1954 в Московском юридическом институте. Женился, жена — Тамара Григорьевна, дочь — Ирина Олеговна. Направлен в распоряжение Управления милиции Калининской области, работал следователем 1-го отделения милиции Калинина, через полгода переведён на оперативную работу и назначен старшим оперуполномоченным областного отдела уголовного розыска. В августе 1956 выдвинут на должность начальника отделения ОУР (отдела уголовного розыска) УВД (управления внутренних дел). Перешёл на должность заместителя начальника Новопромышленного районного отделения милиции Калинина. В 1959 возвращается в УВД уже в качестве заместителя начальника уголовного розыска области, через четыре года стал начальником уголовного розыска. В 1969 переводят на работу в Управление уголовного розыска МВД СССР, выезжал в командировки по всему Советскому Союзу, избран секретарём партийной организации Управления уголовного розыска. В 1972 стал заместителем, а в 1976 и начальником МУРа. В 54 года по состоянию здоровья вышел на пенсию, однако пройдя курс лечения, вместе со своим бывшим заместителем Б. М. Болотиным, вслед за ним ушедшим на пенсию, стали консультировать сыщиков по текущим делам и изучали приостановленные УРД по «висякам» прошлых лет, в результате ряд уголовных дел по тяжким преступлениям, которые считались абсолютно бесперспективными, удалось раскрыть и вместе со следователями довести до суда и приговора. В 1993 становится штатным консультантом МУРа, где трудится до конца жизни. Занимался преобразованием секции уголовного розыска Совета ветеранов ГУВД, созданной его предшественником на посту начальника МУРа, в Совет ветеранов МУРа, который с годами стал самой работоспособной ветеранской организацией московской милиции (полиции). В редкие часы отдыха увлекался игрой на баяне.

### Звания
- лейтенант милиции;
- старший лейтенант милиции;
- полковник милиции;
- генерал-майор милиции.

### Награды
- орден Трудового Красного Знамени;
- орден Красной Звезды;
- медали.